# Liste der denkmalgeschützten Objekte in St. Oswald bei Freistadt
Die Liste der denkmalgeschützten Objekte in St. Oswald bei Freistadt enthält die 9 denkmalgeschützten, unbeweglichen Objekte in der Gemeinde St. Oswald bei Freistadt.

## Denkmäler
| Foto  |                 | Denkmal                                                       | Standort                                      | Beschreibung | Metadaten |
| ----- | --------------- | ------------------------------------------------------------- | --------------------------------------------- | --- | --- |
| ja    | Datei hochladen | Grabenhofer-Kreuz HERIS-ID: 19716 Objekt-ID: 16014            | bei Kirchenwiese 54 Standort KG: St. Oswald   | Ein südwestlich der Kirche stehender Tabernakelpfeiler mit der Jahreszahl 1673 | BDA-Hist.: Q37848464 Status: § 2a Stand der BDA-Liste: 2025-06-30 Name: Grabenhofer-Kreuz GstNr.: 766/4                                                   |
| ja    | Datei hochladen | Marktrichter-Kreuz HERIS-ID: 19710 Objekt-ID: 16008           | bei Lasbergerstraße 6 Standort KG: St. Oswald | Ein Tabernakelpfeiler aus dem Anfang des 17. Jahrhunderts. | BDA-Hist.: Q37848436 Status: § 2a Stand der BDA-Liste: 2025-06-30 Name: Marktrichter-Kreuz GstNr.: 1120/4                                                 |
| ja    | Datei hochladen | Maria Bründl-Kapelle HERIS-ID: 19673 Objekt-ID: 15971         | Maria Bründl 2 Standort KG: St. Oswald        | Um 1690 über einer Heilquelle erbaut. Die Kapelle ist ein kleiner quadratischer, barocker Kuppelbau. Die Einrichtung stammt aus der Zeit um 1900. Von St. Oswald führt ein Kreuzweg zur Kapelle. | BDA-Hist.: Q37848326 Status: § 2a Stand der BDA-Liste: 2025-06-30 Name: Maria Bründl-Kapelle GstNr.: .88 Kapelle Maria Bründl, Sankt Oswald bei Freistadt |
| ja    | Datei hochladen | Kath. Pfarrkirche hl. Oswald HERIS-ID: 19669 Objekt-ID: 15967 | Markt 1b Standort KG: St. Oswald              | Eine fünfjochige und zweischiffige Kirche mit gotischen und neugotischen Stilen. Die Erscheinung wird von der Renovierung unter Matthäus Schlager in den Jahren 1909/10 geprägt. Der Kirchenraum ist von einem Kreuzrippengewölbe überspannt. Der Chor ist zweijochig und hat ein Sternrippengewölbe. Die Ausstattung stammt größtenteils aus dem Jahr 1910. | BDA-Hist.: Q25929334 Status: § 2a Stand der BDA-Liste: 2025-06-30 Name: Kath. Pfarrkirche hl. Oswald GstNr.: .53 Sankt Oswald bei Freistadt - Pfarrkirche |
| ja    | Datei hochladen | Pfarrhof HERIS-ID: 19671 Objekt-ID: 15969                     | Markt 1 Standort KG: St. Oswald               | Das nördlich der Kirche stehende, zweigeschoßige Gebäude wurde um 1700 erbaut und besitzt ein Rundbogentor. Im Inneren mit Stichkappentonne und Kreuzgratgewölbe. | BDA-Hist.: Q37848313 Status: § 2a Stand der BDA-Liste: 2025-06-30 Name: Pfarrhof GstNr.: 42/2                                                             |
| ja    | Datei hochladen | Museum Kirchenhäusl HERIS-ID: 19670 Objekt-ID: 15968          | Markt 1c Standort KG: St. Oswald              | Das ehemalige Bürgerspital wurde 1614 urkundlich erwähnt. Das eingeschoßige Haus beherbergt ein Museum über das Wirken der Kirche und beinhaltet alte kirchliche Gebrauchsgegenstände. | BDA-Hist.: Q37848298 Status: § 2a Stand der BDA-Liste: 2025-06-30 Name: Museum Kirchenhäusl GstNr.: .54                                                   |
| ja BW | Datei hochladen | Alter Marktbrunnen HERIS-ID: 19689 Objekt-ID: 15987           | bei Markt 30a Standort KG: St. Oswald         | Der ehemalige Brunnen wurde 1584 urkundlich erwähnt und besteht aus einem runden Becken mit Wappenschilden. Ursprünglicher Standort war bei Markt 30A. Seit Aug. 2012[veraltet] ist der Brunnen zerlegt und lagert im Bauhof von St. Oswald. | BDA-Hist.: Q37848384 Status: § 2a Stand der BDA-Liste: 2025-06-30 Name: Alter Marktbrunnen GstNr.: 11                                                     |
| ja    | Datei hochladen | Postgebäude, Schule HERIS-ID: 19683 Objekt-ID: 15981          | Markt 41 Standort KG: St. Oswald              | Das ehemalige Herrenhaus des Markthammers wurde um 1500 erbaut und 1826 aufgestockt. Im Untergeschoß findet sich ein Kreuzgratgewölbe, im Obergeschoß sind biedermeierliche Stuckdecken. | BDA-Hist.: Q37848356 Status: § 2a Stand der BDA-Liste: 2025-06-30 Name: Postgebäude, Schule GstNr.: .28                                                   |
| ja    | Datei hochladen | Marktbrunnen HERIS-ID: 19688 Objekt-ID: 15986                 | bei Markt 49 Standort KG: St. Oswald          | Der Marktbrunnen hat ein rechteckiges Steinbecken aus Granit mit der Jahreszahl 1826 und stand bis 2001 in Maria Bründl. | BDA-Hist.: Q37848369 Status: § 2a Stand der BDA-Liste: 2025-06-30 Name: Marktbrunnen GstNr.: 1120/6                                                       |